# Scopula julietae
Scopula julietae là một loài bướm đêm trong họ Geometridae.